# Oligosoma notosaurus
Oligosoma notosaurus là một loài thằn lằn trong họ Scincidae. Loài này được Patterson & Daugherty mô tả khoa học đầu tiên năm 1990.

## Hình ảnh

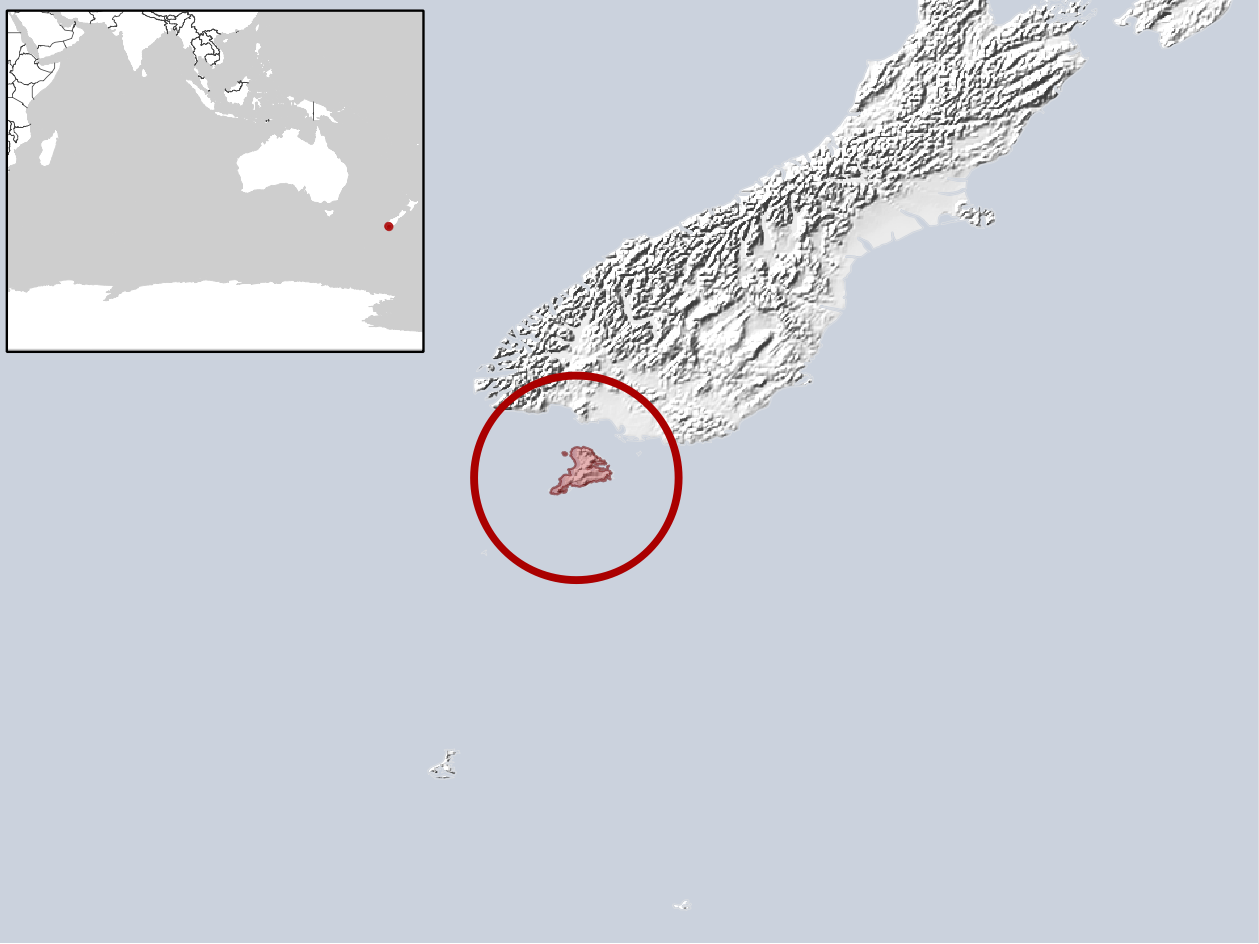